# 웨인 왕

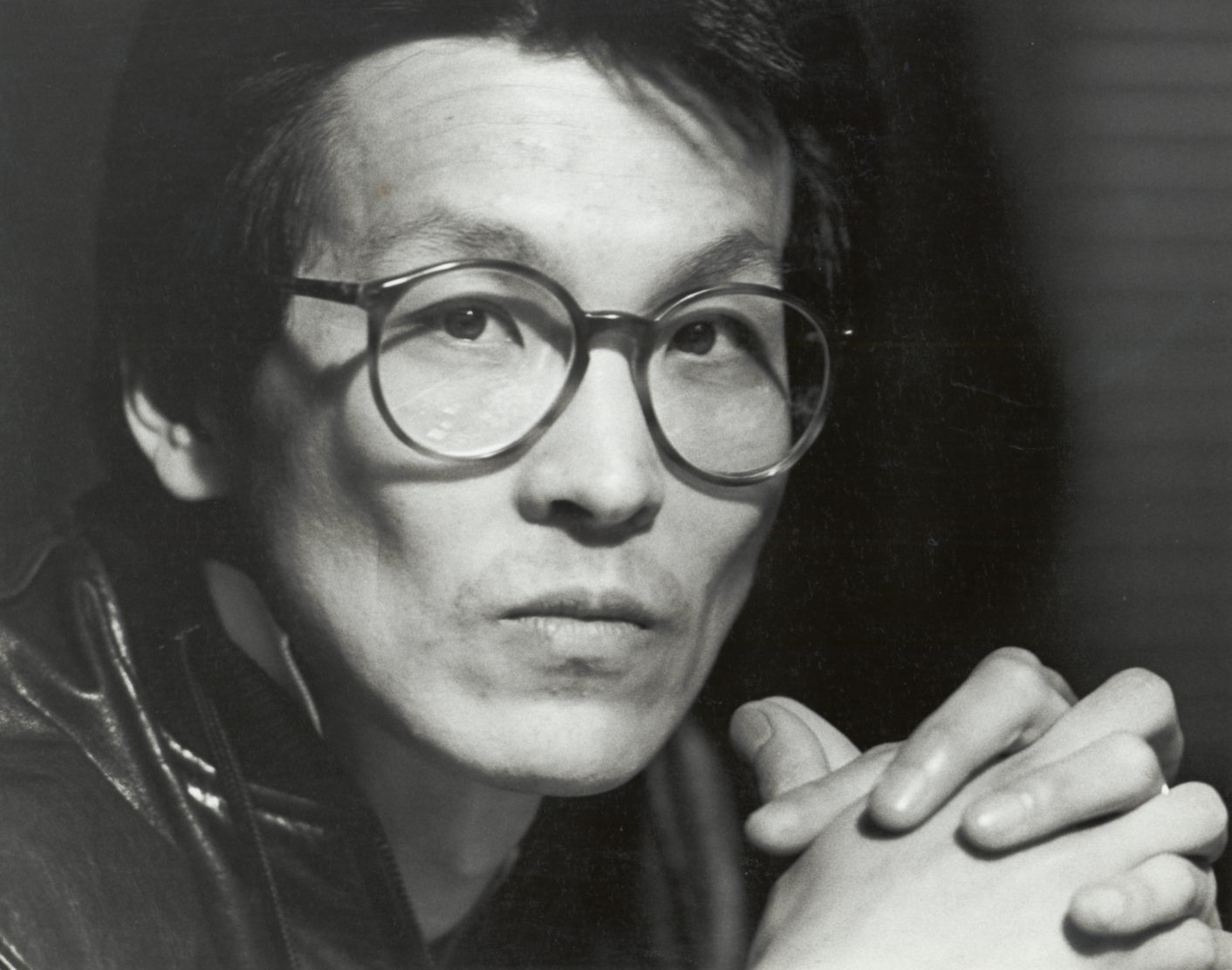
1983년 모습

웨인 왕(Wayne Wang, 중국어: 王穎, 1949년 1월 12일 ~ )은 홍콩계 미국인 영화 감독, 프로듀서, 각본가이다. 아시아-미국 영화의 선구자로 간주되며 할리우드에서 큰 발판을 내딛은 최초의 중국계 미국인들 중 한 명이다.

## 참여 작품
- 조이 럭 클럽
- 스모크 (영화)
- 차이니즈 박스
- 여기보다 어딘가에 (1999년 영화)
- 센터 오브 월드
- 러브 인 맨하탄
- 윈-딕시 때문에
- 라스트 홀리데이
- 설화와 비밀의 부채
- 커밍 홈 어게인